# Gwent

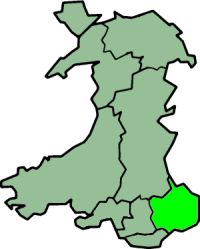
Posizione del Gwent tra le contee preservate del Galles

Il Gwent è una contea preservata ed ex contea amministrativa del Galles, situata nel sud-est del Paese, al confine con l'Inghilterra. Ricalca grossomodo i confini del medievale regno del Gwent. Il centro principale è la città di Newport.

## Storia moderna
Una contea di Gwent è stata costituita il 1 aprile 1974, ai sensi del Local Government Act del 1972. L'autorità era un successore sia della contea amministrativa del Monmouthshire (con lievi modifiche ai confini) che del distretto della contea di Newport. Nel formare la contea di Gwent, l'atto risolse definitivamente lo status precedentemente ambiguo di queste due autorità, contese tra Galles e Inghilterra, e le assegnò definitivamente al Galles.
Ai sensi del Local Government Act del 1994, la contea di Gwent venne abolita il 1 aprile 1996.  Tuttavia, il nome rimase in uso per una delle contee preservate del Galles per scopi cerimoniali e di Luogotenenza, e il suo nome sopravvivette anche in vari titoli, ad es. Polizia di Gwent, Royal Gwent Hospital, Gwent Wildlife Trust e Coleg Gwent. "Gwent" è spesso usato come sinonimo della storica contea del Monmouthshire, ad esempio nella la Gwent Family History Society, che si descrive come "La chiave delle radici nella storica contea del Monmouthshire".
L'ex contea amministrativa era divisa in diversi distretti: Blaenau Gwent, Islwyn, Monmouth, Newport e Torfaen. Le autorità unitarie successive sono i distretti di Blaenau Gwent, Caerphilly (parte dei quali proviene però dal Mid Glamorgan), Torfaen e Newport e la contea di Monmouthshire (che copre il 60% orientale dell'omonima contea storica).
Nel 2003 la contea preservata di Gwent si espanse per includere l'intero Caerphilly County Borough, mentre l'area di competenza della polizia di Gwent era già stata riallineata a questi confini nel 1996. 
Nel 2007, la popolazione era stimata in 560 500 abitanti, rendendola la più popolosa delle contee preservate del Galles.